# Кожино (Хорватія)
Кожино (хорв. Kožino) — населений пункт у Хорватії, у Задарській жупанії у складі міста Задар.

## Населення
Населення за даними перепису 2011 року становило 815 осіб.
Динаміка чисельності населення поселення:

## Клімат
Середня річна температура становить 14,78 °C, середня максимальна – 27,63 °C, а середня мінімальна – 2,33 °C. Середня річна кількість опадів – 882 мм.
| Клімат поселення                              | Клімат поселення | Клімат поселення | Клімат поселення | Клімат поселення | Клімат поселення | Клімат поселення | Клімат поселення | Клімат поселення | Клімат поселення | Клімат поселення | Клімат поселення | Клімат поселення | Клімат поселення |
| Показник                                      | Січ.             | Лют.             | Бер.             | Квіт.            | Трав.            | Черв.            | Лип.             | Серп.            | Вер.             | Жовт.            | Лист.            | Груд.            |                  |
| Середній максимум, °C                         | 11,23            | 11,21            | 13,87            | 17,15            | 22,09            | 26,15            | 27,63            | 27,41            | 23,23            | 18,89            | 14,03            | 11,40            |                  |
| Середня температура, °C                       | 6,80             | 6,77             | 9,45             | 12,71            | 17,65            | 21,69            | 24,24            | 24,03            | 19,85            | 15,48            | 10,65            | 8,01             |                  |
| Середній мінімум, °C                          | 2,35             | 2,33             | 5,01             | 8,28             | 13,21            | 17,26            | 20,87            | 20,65            | 16,48            | 12,13            | 7,26             | 4,63             |                  |
| Норма опадів, мм                              | 74               | 63               | 65               | 70               | 66               | 55               | 31               | 50               | 101              | 108              | 105              | 94               |                  |
| Середньомісячна швидкість вітру, м/с          | 2.83             | 2.96             | 3.15             | 3.00             | 2.60             | 2.44             | 2.45             | 2.35             | 2.53             | 2.66             | 3.23             | 3.11             |                  |
| Середньомісячна сонячна радіація, кДж/м²·день | 4952             | 7693             | 11389            | 16248            | 20610            | 22717            | 24494            | 21273            | 15542            | 9959             | 5385             | 4213             |                  |
| --------------------------------------------- | ---------------- | ---------------- | ---------------- | ---------------- | ---------------- | ---------------- | ---------------- | ---------------- | ---------------- | ---------------- | ---------------- | ---------------- | ---------------- |
| Джерело:                                      |                  |                  |                  |                  |                  |                  |                  |                  |                  |                  |                  |                  |                  |